# Hockey Club Viège
Le HC Viège (en allemand EHC Visp) est un club suisse de hockey sur glace situé à Viège en Valais. Il évolue en Swiss League.

## Histoire
Le club est fondé en 1941. Il remporte la ligue nationale B face au SC Langnau lors de la saison 1959-1960 et est promu en Ligue nationale Aen battant le HC Arosa en barrage de promotion/relégation. Le club évolue dans l'élite jusqu'à sa relégation à l'issue de la saison 1971-1972,,,.
Le meilleur résultat de l'histoire du club est le titre de champion de Suisse obtenu en 1962, à la suite d'une victoire 3-0 contre le HC Davos.
Dans les années 1960, le HC Viège dispute à trois reprises la finale de la Coupe de Suisse. Il s'incline deux fois contre le Zürcher SC en 1960 (5-2) et 1961 (5-3), avant de battre ce même Zürcher SC en 1964 sur le score de 5-2,,.
Il remporte le titre de deuxième division en 2011 face au Lausanne HC, en 2014 face au SC Langnau et en 2025 face au HC Bâle,,.

## Palmarès
- Champion de LNA
  - 1962
- Champion de LNB/SL
  - 1960, 2011 et 2014, 2025
- Vainqueur de la Coupe de Suisse
  - 1964

### Effectif vainqueur du championnat de LNB 1960
| Vainqueur du Championnat 1959-1960, | Gardiens : Amandus Truffer Défenseurs : Rolf Meyer, German Schmid, Roman Studer et Otto Truffer Attaquants : Arthur Fankhauser, Anton Nellen, Kurt Pfammatter, Walter Salzmann, Erwin Schmid, Anton Truffer, Herold Truffer et Richard Truffer Entraîneur : Ed Zukiwsky Président : Joseph Kuonen |

### Effectif vainqueur du championnat de LNA 1962
| Vainqueur du Championnat 1961-1962, | Gardiens : Michel Jacquiéroz, Arnold Pauli et Anton Pfammatter Défenseurs : Rolf Meyer, German Schmid, Roman Studer et Otto Truffer Attaquants : Erich Bregy, Arthur Fankhauser, Martin Henzen, Heinz Hug, Anton Nellen, Kurt Pfammatter, Walter Salzmann, Erwin Schmid, Anton Truffer, Herold Truffer et Richard Truffer Entraîneur : Richard Torriani Président : Joseph Kuonen |

### Effectif vainqueur de la Coupe 1964
| Vainqueur de la Coupe 1963-1964, | Gardiens : Anton Pfammatter Défenseurs : Gaston Furrer, Rolf Meyer, Otto Truffer et Bruno Zurbriggen Attaquants : Christophe Bellwald, Hans Ludi, Kurt Pfammatter, Walter Salzmann, Anton Truffer, Herold Truffer, Richard Truffer et Rainer Wederich Entraîneur : Richard Torriani Président : Anton ZenRuffinen |

### Effectif vainqueur du championnat de LNB 2011
| Vainqueur du Championnat 2010-2011 | Gardiens : Jonas Müller et Reto Lory Défenseurs : Silvan Anthamatten, Beat Heldstab, Fernando Heynen, Philippe Portner, Marco Schüpbach, Sandro Wiedmer et Cédric Jacquemet Attaquants : Sven Andrighetto, Christian Bielmann, Steve Brulé, Alain Brunold, Tomas Dolana, Raphael Eisenegger, Dominic Forget, Jeffrey Füglister, Andy Furrer, Matthias Imhof, Sandro Joss, Andreas Küng, Michaël Loichat, Luca Triulzi et Michel Zeiter Entraîneur : Bob Mongrain Assistant : Frank Brux et Bruno Zenhäusern Directeur sportif : Sébastien Pico Président : Viktor Borter |

### Effectif vainqueur du championnat de LNB 2014
| Vainqueur du Championnat 2013-2014 | Gardiens : Matthias Schoder et Martin Zerzuben Défenseurs : Andy Furrer, Kyllian Guyenet, Beat Heldstab, Fernando Heynen, Marwin Leu, Marco Schüpbach, Raphael Vassanelli, Sandro Wiedmer et Sacha Wollgast Attaquants : Martin Alihodzic, Niki Altorfer, Pascal Annen, Roman Botta, Alain Brunold, James Desmarais, Tomas Dolana, Samuel Keller, Alexei Kovalev, Nicolas Leonelli, Xavier Reber, Bernie Sigrist, Luca Triulzi et Sascha Zeiter Entraîneur : Kim Collins Assistant : Frank Brux et Christian Matthys Directeur sportif: Daniel Wobmann Directeur général : Sébastien Pico Président : Viktor Borter |

### Effectif vainqueur du championnat de SL 2025
| Vainqueur du Championnat 2024-2025 | Gardiens : Alessio Beglieri et Robin Meyer Défenseurs : Daniel Eigenmann, Marco Forrer, Finn Fuchs, Tim Grossniklaus, Jorden Gähler, Oliver Heinen, Rocco Pezzullo, Virgile Thévoz et Nicolò Ugazzi Attaquants : Adam Brodecki, Yannick Brüschweiler, Dario Burgener, Sandro Forrer, Noah Fuss, Sander Jansen, Alessandro Lurati, Stefan Mäder, Jacob Nilsson, Garry Nunn, Robin Perren, Fadri Riatsch, Andy Ritz, Vincent Ryser, Dean Schwenninger et Simon Wüest Entraîneur : Heinz Ehlers Assistant : Kevin Hecquefeuille et Alexander Zalevsky Directeur sportif : Daniele Marghitola Directeur général : Sébastien Pico Président : Stefan Volken |

## Effectif actuel
| No    | Nom                | Nat. | Position  | Arrivée                          |
| ----- | ------------------ | ---- | --------- | -------------------------------- |
| -     | Alessio Beglieri   |      | Gardien   | 2023 - Steelheads de Mississauga |
| +020, | Nelson Schickli    |      | Gardien   | Formé au club                    |
| +031, | Stefan Müller      |      | Gardien   | 2023 - HC Ambrì-Piotta           |
| +041, | Matteo Ritz        |      | Gardien   | 2021 - HC La Chaux-de-Fonds      |
| +022, | Vincent Despont    |      | Défenseur | 2023 - Sea Dogs de Saint-Jean    |
| +025, | Dan Weisskopf      |      | Défenseur | 2022 - HC Olten                  |
| +029, | Finn Fuchs         |      | Défenseur | 2021 - CP Berne                  |
| +045, | Jorden Gähler      |      | Défenseur | 2022 - EHC Kloten                |
| +056, | Christian Pinana   |      | Défenseur | 2023 - CP Berne                  |
| +064, | Daniel Eigenmann   |      | Défenseur | 2022 - HC Ajoie                  |
| +072, | Fabian Eggenberger |      | Défenseur | 2020 - Örebro HK                 |
| +012, | Andy Ritz          |      | Attaquant | 2016 - SCL Tigers                |
| +018, | Ievgueni Chiriaïev |      | Attaquant | 2021 - HC Olten                  |
| +019, | Jannik Canova      |      | Attaquant | 2023 - HC Davos                  |
| +021, | Raphaël Kuonen     |      | Attaquant | 2021 - SCL Tigers                |
| +040, | Tim Lutz           |      | Attaquant | 2023 Fischtown Pinguins          |
| +055, | Dario Burgener     |      | Attaquant | Formé au club                    |
| +067, | Jacob Nilsson      |      | Attaquant | 2023 - Frölunda HC               |
| +071, | Simon Wüest        |      | Attaquant | 2022 - EVZ Academy               |
| +073, | Fadri Riatsch      |      | Attaquant | 2019 - HC Davos                  |
| +075, | Nathan Gex-Collet  |      | Attaquant | Formé au club                    |
| +081, | Riccardo Werder    |      | Attaquant | Prêté par le HC Lugano           |
| +090, | Garry Nunn         |      | Attaquant | 2023 - HC Olten                  |
| +097, | Stefan Mäder       |      | Attaquant | 2021 - HC Ajoie                  |
| +098, | Robin Perren       |      | Attaquant | Formé au club                    |